# Municipio 11 Pleasant Grove
El municipio 11 Pleasant Grove (en inglés: Township 11, Pleasant Grove) es un municipio ubicado en el  condado de Alamance en el estado estadounidense de Carolina del Norte. En el año 2010 tenía una población de 4.575 habitantes.

## Geografía
El municipio 11 Pleasant Grove se encuentra ubicado en las coordenadas 36°11′6.42″N 79°18′38.82″O / 36.1851167, -79.3107833.